# تيموثي ووكر
تيموثي ووكر (بالإنجليزية: Timothy Walker)‏ هو ممثل بريطاني، ولد في 4 نوفمبر 1972 في المملكة المتحدة.

## وصلات خارجية
- تيموثي ووكر على موقع IMDb (الإنجليزية)
- تيموثي ووكر على موقع ميوزك برينز (الإنجليزية)
- تيموثي ووكر على موقع قاعدة بيانات الفيلم (الإنجليزية)